# Victoria-Tobique
Circonscription électorale provinciale du Canada
Victoria-Tobique est une ancienne circonscription électorale provinciale du Nouveau-Brunswick. Elle est représentée à l'Assemblée législative de 1974 à 2014. Elle est redistribuée dans Carleton-Victoria et Victoria-La Vallée.

## Liste des députés
|  | Stewart Brooks | Progressiste-conservateur | 1974 - 1976   |
|  | Doug Moore     | Progressiste-conservateur | 1976 ¹ - 1978 |
|  | Doug Moore     | Progressiste-conservateur | 1978 - 1982   |
|  | Doug Moore     | Progressiste-conservateur | 1982 - 1987   |
|  | Larry Kennedy  | Libéral                   | 1987 - 1991   |
|  | Larry Kennedy  | Libéral                   | 1991 - 1995   |
|  | Larry Kennedy  | Libéral                   | 1995 - 1997   |
|  | Larry Kennedy  | Libéral                   | 1997 ² - 1999 |
|  | Larry Kennedy  | Libéral                   | 1999 - 2003   |
|  | Larry Kennedy  | Libéral                   | 2003 - 2006   |
|  | Larry Kennedy  | Libéral                   | 2006 - 2010   |
|  | Wes McLean     | Progressiste-conservateur | 2010 - 2014   |

- ¹ Élection partielle.
- ² Élection partielle.